# برتولد هومل
برتولد هومل (آلمانی: Bertold Hummel؛ ۲۷ نوامبر ۱۹۲۵ – ۹ اوت ۲۰۰۲) موسیقی‌دان، آهنگساز و رهبر ارکستر اهل آلمان بود.
او دانش‌آموختهٔ «آکادمی موسیقی» در فرایبورگ بود و از سال ۱۹۷۴ مدرس و استاد دانشگاه و به مدت هشت سال رئیس «دانشکدهٔ موسیقی وورتسبورگ» بود.